# Vlaamsch Nationaal Syndicaat
Het Vlaamsch Nationaal Syndicaat (VNS) was een Vlaams-nationalistische vakbond gelieerd aan het VNV.

## Geschiedenis
De Vlaamse Beweging had doorheen haar geschiedenis reeds verschillende pogingen ondernomen om tot een eigen sociale pijler te komen. Zo ontstond in 1929 het Vlaamsch Nationaal Vakverbond. Deze vakbond geraakte echter al snel intern verdeeld en in 1931 groeide uit deze verdeeldheid het Verbond van Nationale Arbeiderssyndicaten (VNA), in 1933 het Vlaamsch Nationaal Syndicaat (VNS) en in 1936 ten slotte Arbeidsorde.
De organisatie was opgebouwd rond zijn erkende geïntegreerde werklozenkas Ik Dien, daarnaast beschikte ze ook over een "weerstandskas" om stakende werklieden financieel te ondersteunen. Desondanks werder er weinig tot geen syndicale acties ondernomen. Hoewel opgericht als een onafhankelijke pijler, was het VNS vooral een rekruteringsmiddel van het VNV en tevens een bron van inkomsten voor deze partij. Bij de verkiezingen van 1936 werd de samensmelting tussen het VNV en het VNS een feit en stelde het voltallige dagelijks bestuur van het VNS zich op de VNV-kieslijsten verkiesbaar en vervolgens verkozen. Tevens werd het corporatistische VNV-programma overgenomen.